# Trường Tiểu học Thăng Long, Hà Nội
Trường Tiểu học Thăng Long, tiền thân là Trường Tư thục Thăng Long là một trường tiểu học công lập tại Hà Nội. Thành lập năm 1929 với tên Thăng Long học hiệu, trường là một trong các cơ sở giáo dục lâu đời nhất tại Hà Nội. Đây là một trong những cái nôi của cách mạng Việt Nam với nhiều giáo viên nổi tiếng như Võ Nguyên Giáp, Hoàng Minh Giám,...

## Lịch sử

### Thăng Long học hiệu
Sau khi phong trào Đông Kinh Nghĩa Thục bị dập tắt, một phong trào nghĩa thục khác của trí thức người Việt được thành lập dưới tên “Association pour le développement de l’enseignement libre” (Hội mở mang nền tư thục, viết tắt là A.D.E.L.). Tổ chức này được nhà cầm quyền cho phép hoạt động. Các thành viên Hoàng Minh Giám, Phan Anh, Đặng Thai Mai, Nguyễn Cao Luyện, Đặng Vũ Xích, Nguyễn Dương đã bàn với Phạm Hữu Ninh cũng là hội viên, đang là Hiệu trưởng trường Thăng Long học hiệu ở phố Hàng Cót được thành lập từ năm 1928, cho lấy tên trường này nâng cấp lên bậc tú tài, mời Nguyễn Bá Húc có bằng cử nhân toán làm Hiệu trưởng. Trường được dời về phố Ngõ Trạm (địa chỉ hiện nay).

### Trường Tư thục Thăng Long mới
Tháng 9/1935, Trường Tư thục Thăng Long khai giảng năm học đầu tiên tại địa chỉ mới. Hà Nội bấy giờ chỉ có hai trường có thể đào tạo học sinh đi thi Tú tài là trường tư thục Hồng Bàng (phố Hàng Trống) và trường Gia Long (phố Phủ Doãn) đều do người Pháp quản lí, vì vậy Trường Tư thục Thăng Long là ngôi trường đầu tiên có bậc Tú tài do người Việt quản lí. Vì vậy cộng với hệ thống giáo viên hàng đầu như Hoàng Minh Giám, Võ Nguyên Giáp, Đặng Thai Mai, Phan Thanh, Nghiêm Xuân Yêm, Nguyễn Lân, Bùi Kỷ, Phạm Huy Thông, Ngô Xuân Diệu, Vũ Đình Hòe, Nguyễn Cao Luyện, Trịnh Văn Bính, Nguyễn Dương, Vũ Đình Liên,… nên học sinh các tỉnh cũng đua nhau tìm đến, ngay năm đầu đã có tới 2000 học sinh. Sau Toàn quốc kháng chiến, trường dừng hoạt động. Tuy nhiên, năm 1948 Phạm Hữu Ninh khôi phục lại trường dưới tên Trường Tiểu học Thủ Đô nhằm che mắt chính quyền Pháp đang kiểm soát Hà Nội do hệ thống giáo viên nhà trường có nhiều người thuộc Việt Minh, đồng thời giảm hệ thống giáo dục của trường xuống bậc Tiểu học.

### Trường Tiểu học Thăng Long
Sau Hiệp định Genève 1954, chính quyền Pháp rút khỏi Hà Nội, trường đổi lại tên thành như hiện nay, đồng thời chuyển loại hình trường từ tư thục sang công lập.